# Victor Beigel
Victor Beigel (Londra, 19 maggio 1870 – Surrey (Elstead), 7 novembre 1930) è stato un pianista e insegnante di canto inglese di origine ungherese.

## Biografia
Beigel era un pedagogo vocale di fama internazionale. Le sue amicizie lo collegavano tra gli altri con il pittore John Singer Sargent, l'architetto di interni Sybil Colefax ed il compositore John Ireland e Percy Grainger, le cui prove del coro accompagnò per anni al pianoforte. Fu anche amico del suo studente Gervase Elwes, dopo la cui morte nel 1921 fondò il Gervase Elwes Memorial Fund (in seguito Musicians Benevolent Fund) per sostenere i giovani musicisti. Tra i suoi studenti c'erano anche Lauritz Melchior, Anita Patti Brown, John Goss e Monica Harrison. Durante la prima guerra mondiale tenne e organizzò concerti di beneficenza a sostegno del Fondo per i concerti dei soldati feriti.